# 悔悛するマグダラのマリア (ティツィアーノの絵画)
『悔悛するマグダラのマリア』（かいしゅんするマグダラのマリア、英: Penitent Magdalene）は、ティツィアーノ・ヴェチェッリオが1533年頃に描いた絵画。『懺悔する聖マグダラのマリア』とも。
マグダラのマリアは、イエス・キリストが亡くなった後、サント・ボームの洞窟で苦しい修行と瞑想に明け暮れる日々を送ったとの伝説があり、それに基づいて本作は描かれている。ティツィアーノは、信心深さと官能を掛け合わせ、画面上に現出させた。
マグダラのマリアは、若く美しい女性として描かれている。殺伐とした風景が背後に広がる中で、一糸まとわぬ姿のマリアは、潤んだ瞳で天を見上げており、豊かにうねるブロンドの髪で身体を隠そうとしているようであるが、かえって目立たせてしまっている。画面の左下には、マグダラのマリアのアトリビュート（本人を表すのに不可欠とされる持ち物）である香油壺が描き入れられている。
本作は発表後に大きな評判を呼び、同じような眼に涙を浮かべた裸身のマリアの絵が大量に製作されることになる。肉体を賛美するルネサンスやドラマを志向するバロックの画家たちは、マグダラのマリアに仮託して肉体美の理想を追求したのであり、それは次の時代にも受け継がれている。